# Wybory prezydenckie w Dżibuti w 2021 roku
Wybory prezydenckie w Dżibuti w 2021 roku – wybory na urząd prezydenta Dżibuti zorganizowane 9 kwietnia 2021. 
Do kandydowania o urząd prezydenta na 6-letnią kadencję stanął prezydent Ismail Omar Guelleh, rządzący krajem od 1999 i kandydat opozycji Zakaria Ismael Farah.
Wybory zostały zbojkotowane przez główne ugrupowania opozycyjne i uznane na nieuczciwe.
Wybory wygrał urzędujący prezydent Ismail Omar Guelleh uzyskując 155 291 głosów (98,58%).